# Sonic Blast Man
Sonic Blast Man est un jeu vidéo développé et édité par Taito. La première version sortie en 1990 sur borne d'arcade se contrôle à l'aide d'un punching ball. L'autre version est sortie en 1992 sur Super Nintendo, et est de type beat them all.

## Série
1. Sonic Blast Man
2. Sonic Blast Man II (1994, arcade, SNES)